# Дейвид Бийти
Дейвид Ричард Бийти, 1-ви граф Бийти (на английски: David Richard Beatty, 1st Earl Beatty) е британски адмирал на флота, който командва британските линейни крайцери в Ютландската битка през 1916 г.

## Биография
Бийти е роден на 17 януари 1871 г. в Чешър, в семейството на капитан Дейвид Лонгфийлд Бийти. Започва обучението си като военноморски кадет през 1884 г. В периода 1896 – 1898 г. служи в Египет и Судан, а след това през 1900 г. и в Китай, където участва в потушаването на Боксерското въстание. Повишен е на капитан на 29-годишна възраст. През 1911 г. вече е контраадмирал и е назначен за военноморски секретар на адмиралтейството, докладвайки лично на Уинстън Чърчил, а през 1913 г. е назначен за командир на ескадра линейни крайцери.
Скоро след избухването на Първата световна война през август 1914 г., силите на Бийти влизат в битка в Хелголандския залив и потапят три крайцера и един разрушител без загуба. Няколко месеца по-късно той се натъква на германска ескадра, водена от адмирал Франц фон Хипер, който по това време провежда многобройни нападения срещу британските пристанища. В хода на битката, броненосният крайцер „Блюхер“ е потопен от британския огън.
В голямата Ютландска битка (31 май – 1 юни 1916 г.), флотът от линейни крайцери под командването на Бийти влиза в тежка и продължителна схватка с германските линейни крайцери в авангард, командвани от Хипер. Макар корабите на Бийти числено да превъзхождат врага, те не успяват да устоят на огъня от германските кораби, а „Индифатигъбъл“ и „Куин Мери“ са потопени. Въпреки това, Бийти успява да привлече комбинирания германски Флот на откритото море на север, за където адмирал Джон Джелико плава с пълна скорост, за да го пресрещне. В крайна сметка, битката се оказва със спорен резултат и за двете страни. През декември 1916 г. Бийти е назначен за главнокомандващ на флота, наследявайки Джелико.
На 1 януари 1919 г. е повишен на адмирал, а на 1 май същата година – адмирал на флота. На 18 октомври 1919 г. получава благородническата си титла 1-ви граф Бийти, а на 1 ноември е назначен за първи морски лорд. В това си качество е отговорен за създаването на малки и модернизирани военноморски сили в мирно време до 1927 г. През 1921 г. е британски делегат на Вашингтонската конференция, целяща ограничаване на въоръжението.
Бийти умира на 12 март 1936 г. в Лондон.